# Kanji dell'anno
Il kanji dell'anno (今年の漢字?, Kotoshi no kanji) è un ideogramma giapponese che, a partire dal 1995, viene scelto annualmente dalla Japanese Kanji Proficiency Society (財団法人日本漢字能力検定協会?, Zaidan hōjin Nihon Kanji Nōryoku kentei kyōkai) attraverso una votazione nazionale.
Il carattere con il maggior numero di voti viene scelto per rappresentare gli eventi di ogni anno ed è annunciato in una cerimonia che si tiene il 12 dicembre (Giorno dei Kanji (漢字の日?, kanji no Hi)) presso il Kiyomizu-dera (清水寺?) di Kyoto.
Al 2022, solo 3 kanji sono stati selezionati più volte:
- 金 (kin, kane), oro: 5 volte (2000, 2012, 2016, 2021 e 2024)
- 災 (sai, wazawa-i), disastro: 2 volte (2004 e 2018)
- 戦 (sen, ikusa, tataka-u), guerra: 2 volte (2001, 2022)
- 税 (zei, mitsugi), tasse: 2 volte (2014, 2023)

| Anno | Kanji | Pronuncia          | Significato        | Eventi |
| ---- | ----- | ------------------ | ------------------ | --- |
| 1995 | 震    | shin furu-u        | terremoto          | Il terremoto di Kobe e la crescente insicurezza causata dall'attentato alla metropolitana di Tokyo con il gas sarin. |
| 1996 | 食    | shoku ku-u         | cibo mangiare      | Si verificano più focolai di intossicazione alimentare dovuti a EHEC che interessano i programmi di mensa scolastica. |
| 1997 | 倒    | tou tao-su         | crollare abbattere | La crisi finanziaria asiatica si traduce in un'ondata di fallimenti aziendali e bancari, mentre la squadra giapponese batte le potenze regionali nel torneo di qualificazione in Asia per la qualifica al Campionato mondiale di calcio 1998. |
| 1998 | 毒    | doku               | veleno             | Sessantasette persone si ammalano e quattro muoiono dopo aver mangiato curry avvelenato, episodio per cui viene arrestato Masumi Hayashi. Seguono incidenti simili tra le preoccupazioni per le diossine. |
| 1999 | 末    | matsu sue          | fine               | L'ultimo anno del secolo; si verifica l'incidente nucleare di Tokaimura. |
| 2000 | 金    | kin kane           | oro                | La judoka Ryōko Tamura (ora Ryōko Tani) e la maratoneta Naoko Takahashi vincono l'oro alle Olimpiadi di Sydney, Kim Dae Jung e Kim Jong-il tengono il primo vertice presidenziale nord-sud coreano, muoiono le gemelle centenarie Kin-san e Gin-san (i cui nomi suonano come "oro" e "argento") e viene introdotta la banconota da 2.000 Yen. |
| 2001 | 戦    | sen ikusa tataka-u | battaglia          | Gli attentati dell'11 settembre 2001, la guerra degli Stati Uniti in Afghanistan e la recessione globale. |
| 2002 | 帰    | ki kae-ru          | ritorno            | Giappone e Corea del Nord iniziano i negoziati e cinque cittadini giapponesi rapiti dalla Corea del Nord tornano in Giappone. |
| 2003 | 虎    | ko tora            | tigre              | Gli Hanshin Tigers vincono lo scudetto della Central League per la prima volta in 18 anni e la Forza di autodifesa giapponese viene coinvolta nella guerra in Iraq, cosa che alcuni definiscono "calpestare la coda di una tigre" (虎の尾を踏む?). |
| 2004 | 災    | sai wazawa-i       | disastro           | Il terremoto della regione di Chūetsu, il tifone Tokage fa gravi danni all'atterraggio, l'incidente alla centrale nucleare di Mihama e lo scandalo alla Mitsubishi Motors che coinvolge la copertura di difetti noti. |
| 2005 | 愛    | ai ito-shii        | amore              | L'Expo 2005 si tiene ad Aichi, la principessa Nori sposa Yoshiki Kuroda e l'atleta di tennis da tavolo Ai Fukuhara gioca in Cina, oltre a una serie di figlicidi e patricidi. |
| 2006 | 命    | mei inochi         | vita               | Nasce il principe Hisahito di Akishino, mentre i sentimenti di incertezza sulla vita derivano da incidenti mordi e fuggi dovuti alla guida sotto l'influenza, al suicidio dovuto al bullismo e al notevole suicidio di un membro della Guardia Imperiale. |
| 2007 | 偽    | gi nise            | inganno            | Una serie di scandali sull'etichettatura degli alimenti in cui i prodotti scaduti sono stati rietichettati e venduti, problemi con i fondi politici e registri pensionistici errati e accuse di violazione del copyright al parco divertimenti Shijingshan di Pechino. |
| 2008 | 変    | hen kawa-ru        | cambiamento        | Cambio del primo ministro giapponese, Barack Obama vince la corsa alla presidenza americana usando lo slogan "cambiamento", cambiamenti economici ed ecologici in tutto il mondo. |
| 2009 | 新    | shin atara-shii    | nuovo              | Il Partito Democratico del Giappone viene portato al potere dalle elezioni della Camera bassa ponendo fine a mezzo secolo di dominio del Partito Liberal Democratico, la pandemia di influenza suina (nota come influenza Shin-gata) e Ichiro Suzuki stabilisce un nuovo record MLB con nove stagioni consecutive con 200 battute valide. |
| 2010 | 暑    | sho atsu-i         | caldo              | Ondate di calore record che hanno colpito sia i mezzi di sussistenza delle persone che l'ambiente naturale e il crollo della miniera cilena in cui sono intrappolati 33 uomini a circa 700 metri sottoterra in un ambiente caldo e umido. |
| 2011 | 絆    | han kizuna         | legame             | Si verificano il terremoto e maremoto del Tōhoku per cui le persone in tutto il Giappone che riscoprono l'importanza dei loro legami con la famiglia e gli amici e la nazionale di calcio femminile giapponese (Nadeshiko Japan) vince il Campionato mondiale femminile di calcio 2011, un risultato della fiducia e del lavoro di squadra tra le atleti nipponiche. |
| 2012 | 金    | kin kane           | oro                | Diverse medaglie vengono vinte alle Olimpiadi di Londra, Shinya Yamanaka vince un premio Nobel e un'eclissi solare viene osservata per la prima volta in Giappone in 932 anni, tra preoccupazioni come tasse sui consumi e il welfare. "金" è il primo kanji selezionato più di una volta. |
| 2013 | 輪    | rin wa             | ruota anello       | Offerta di successo per ospitare le Olimpiadi estive del 2020 (la parola giapponese originale per "Olimpiadi" è 五輪, che letteralmente significa "cinque anelli"). |
| 2014 | 税    | zei mitsugi        | tasse              | Discussione sociale e tassa sul valore aggiunto in Giappone (IVA che passa dal 5% all'8%). |
| 2015 | 安    | an yasu            | sicurezza          | Problemi di sicurezza (安全) riguardanti l'esplosione nel Santuario Yasukuni, l'attacco terroristico a Parigi e la protesta pubblica per la nuova legge sul segreto di Stato ideata dal primo ministro Shinzo Abe (安 倍 晋 三). |
| 2016 | 金    | kin kane           | oro                | Elevato numero di medaglie d'oro vinte alle Olimpiadi del 2016 di Rio, il passaggio a interessi meno ( “tasso di interesse” è “kinri” in giapponese), Trump vince le elezioni presidenziali (il termine per ‘capelli biondi’ è ‘kinpatsu’), e Piko Taro, cantante di " PPAP", noto per aver indossato un completo con stampe animalier color oro. Questa è la terza volta che questo kanji ha ottenuto questo onore. |
| 2017 | 北    | hoku kita          | nord               | I test missilistici ed test nucleare della Corea del Nord, la pesante pioggia nel nord di Kyushu e il cattivo raccolto di patate in Hokkaido. |
| 2018 | 災    | sai wazawa-i       | disastro           | Il terremoto di Osaka insieme alle pesanti inondazioni nel sud-ovest del Giappone. (Questo Kanji è stato anche selezionato nel 2004) |
| 2019 | 令    | rei ryou           | bene ordine        | Il nome dell'era giapponese viene cambiato in Reiwa (令 和, Reiwa, lett. "Buona armonia"). Come misure di sicurezza contro i tifone Faxai e Hagibis nella regione del Kantō il governo emette ordini di evacuazione ("emettere un ordine" è "hatsurei (発 令)" in giapponese). |
| 2020 | 密    | mitsu hiso-ka      | densità segretezza | La nuova infezione da coronavirus (COVID-19) si è diffusa in tutto il mondo e le amministrazioni locali hanno posto 3 divieti legati alla "densità" (vicino, assembrato, chiuso) e le persone hanno sempre posto consapevolezza ed attenzione alla "densità" nelle loro vite. Inoltre, nel nuovo stile di vita adottato per evitare la "densità", il rapporto con i propri cari è diventato più stretto, il che ha fornito l'opportunità di riaffermare l'importanza del collegamento con le persone. Inoltre nuovi membri dell'Accademia delle scienze del Giappone - Science Council of Japan (SCJ) - hanno segretamente rifiutato la nomina, ci sono stati casi di droga fra le celebrità e di comportamenti impuri ed altri eventi che erano stati presumibilmente avvenuti "segretamente" e che hanno attirato l'attenzione del pubblico. |
| 2021 | 金    | kin kane           | oro                | La corsa alle medaglia d'oro degli atleti giapponesi alla XXXII Olimpiade ed ai XVI Giochi paralimpici (Tokyo 2020, porsticipati a luglio 2021 per la pandemia di Covid-19). Il denaro speso a sostegno per l'epidemia di coronavirus. L'inizio dell'emissione di nuove monete da 500 yen e della stampa delle nuove banconote. Discussione sui benefici speciali per le famiglie che allevano figli. Problemi con i soldi della famiglia Komuro, come il ritiro del pagamento della somma forfettaria di Mako Komuro. Politica economica ed altre questioni di denaro. "金" è stato selezionato per la quarta volta. |
| 2022 | 戦    | sen ikusa tataka-u | guerra battaglia   | Il riferimento è all'invasione russa dell'Ucraina e all'assassinio di Shinzo Abe. Il kanji si riferisce anche a "battaglie sportive" come quelle avvenute nelle Olimpiadi di Pechino del 2022 e nel Campionato mondiale di calcio FIFA nonché ai successi di Shohei Otani nella MLB. Questo carattere è stato selezionato per la seconda volta in 21 anni dal 2001. |
| 2023 | 税    | zei mitsugi        | tasse              | Il riferimento è ad aumenti e tagli delle tasse e all'introduzione di un nuovo sistema di fatturazione e pagamenti di imposte comunali in cambio di doni. |
| 2024 | 金    | kin kane           | oro                | Questioni legate al denaro, come i "fondi neri" dei membri della Dieta del Partito Liberal Democratico, i lavori part-time illegali a scopo di lucro, la barriera dei 1,03 milioni di yen e l'aumento dei prezzi. L'emissione di nuove banconote, la registrazione della miniera d'oro di Sado come patrimonio dell'umanità, l'entusiasmo in tutto il Giappone per la vittoria delle medaglie d'oro degli atleti giapponesi alle Olimpiadi e alle Paralimpiadi di Parigi e il record di Shohei Ohtani nella Major League Baseball. |